# Жикол Анатолій Васильович
Жикол Анатолій Васильович (13 липня 1949, с. Бобрик Врадіївського району Миколаївської області) — український поет, прозаїк, літературний критик, журналіст. Член НСПУ (1986).
Закінчив Харківський університет (1973). Від 1967 — на журналістській роботі. 1992—2008 — завідувач відділу критики і літературознавства редакції журналу «Київ».

## Творчість
Опублікував у журналі «Київ» низку статей про творчість сучасних українських письменників. 
Автор книжок «Білий день» (1979), «Теплі пригорщі гнізд» (1984), «Коріння блискавок» (1986), «Від Христа — до мене», «Око безодні» та «Птаство Пілата проти слов'ян» (усі — 2007), «Суїцид свічі» (2008).